# یوداپودی
یوداپودی (به انگلیسی: Udapudi) یک روستا در هند است که در Belgaum district واقع شده‌است.